# Lucio Atilio Prisco
Lucio Atilio Prisco  fue un político y militar romano del siglo IV a. C. perteneciente a la gens Atilia.

## Carrera pública
Obtuvo por primera vez el tribunado consular en el año 399 a. C., año en el que se celebró por primera vez en Roma un lectisternio. Junto con sus colegas, condujo la guerra contra los veyentes, faliscos y capenates. Fue reelegido en el año 396 a. C., el año de la toma de Veyes.